# Calyptrocolea occlusa
Calyptrocolea occlusa là một loài rêu tản trong họ Adelanthaceae. Loài này được (Hook. f. & Taylor) R.M. Schust. miêu tả khoa học lần đầu tiên năm 1966.